# Kalunga (empresa)
A Kalunga é uma rede de lojas brasileira especializada em comércio de materiais de papelaria e eletrônicos, contando com mais de 225 lojas em 21 estados brasileiros. Foi fundada em 1972 pelo empresário do ramo gráfico Damião Garcia. A Kalunga também mantém uma linha de produtos de marca própria, sob a responsabilidade da sua subsidiária Spiral do Brasil, que fabrica cadernos, fichários, agendas e outros artigos escolares e para comércio de eletrônicos para escritório.
A Kalunga distribui seus produtos para as lojas da capital paulista, Grande São Paulo, principais cidades do interior paulista, Rio de Janeiro, Belo Horizonte, Curitiba, Londrina e Brasília. As vendas e o atendimento ao consumidor contam com o suporte do Centro de Distribuição (CD), às margens da Rodovia Castelo Branco, a 30 quilômetros do centro de São Paulo. Ocupando uma área de mais de 30 mil m², foi projetado para atender de todos os canais de distribuição da empresa, sejam eles lojas ou entregas de clientes. Equipamentos de última geração, aliados a arrojados sistemas de softwares dos principais fabricantes internacionais, garantem o apoio logístico para o abastecimento das lojas e a pronta-entrega dos pedidos em qualquer parte do território brasileiro.

## História
O nome Kalunga surgiu da expressão “Tudo de Bom”, em dialeto banto africano: calunga. O termo teve sua primeira aparição em uma pequena papelaria no bairro da Vila Mariana, em maio de 1972, em uma iniciativa de Damião Garcia ex-caixeiro viajante e empresário do ramo gráfico, recém-chegado de Bauru com a família. Trinta e oito anos depois transformou-se na maior distribuidora brasileira de materiais escolares e produtos para escritório e informática, contando com mais de 225 lojas distribuídas pelo Brasil.

## Outros serviços

### Patrocínios
Entre os anos de 1985 e 1994, a Kalunga foi patrocinadora do Sport Clube Corinthians Paulista, e estampou sua marca na camisa alvinegra. Essa parceria foi uma das mais duradouras do futebol brasileiro, e até hoje é o patrocínio mais longo da equipe paulista. O primeiro jogo com a marca da Kalunga no uniforme do Corinthians foi no empate contra o Vasco da Gama (2-2), pelo Brasileirão, no dia 27 de janeiro de 1985. A última vez que a marca apareceu na camisa corintiana foi no jogo Corinthians 1 x 1 Palmeiras, pela final do Brasileirão, no dia 18 de dezembro de 1994.[carece de fontes?]
Em 2018, a Kalunga anunciou uma parceria com a equipe de e-Sports Red Canids, se tornando a patrocinadora master.

### Revista Kalunga
A Kalunga também conta com uma revista de publicação mensal, com tiragem de 250 mil exemplares, com uma lista completa de todos os itens comercializados pela empresa e conteúdo editorial, com matérias sobre o mercado onde a empresa atua: fornecedores, serviços, educação, cultura, comportamento e variedades.

### Loja Virtual
A Kalunga possui além de suas lojas físicas, a loja virtual, onde disponibiliza mais de 12 mil itens, divididos em diversas categorias abrangendo informática, papelaria, materiais para escritório, mídias e DVDs, entre outros. Além dos produtos oferecidos, a loja virtual possui promoções diferenciadas das lojas, e hotsites especiais para marcas parceiras, como HP, Bic, Faber Castell entre diversas outras que trabalham em parceria. Pelo site é possível utilizar de diversas formas de entrega, entre opção de envio por Correios, distribuidora própria, e também pela Direct Express, a qual teve seu crescimento impulsionado recentemente, devido ao aumento de vendas no e-commerce.

### TV aberta
Em 2014, ocorreu uma mudança na estrutura societária do Canal 32 de São Paulo. A Kalunga adquiriu uma participação no canal, que era anteriormente conhecido como MTV Brasil e, na época, passou a ser chamado de Ideal TV. Antes dessa transação, a propriedade do canal era atribuída a José Roberto Maluf, da Spring Comunicação, que comprou o canal da Abril Radiodifusão. O canal até então era sustentado pelo aluguel à Igrejas que faziam uso da sua infraestrutura para transmitir cultos e angariar fiéis.
Em dezembro de 2017, ocorreu uma mudança significativa na gestão do canal Ideal TV. A Spring Comunicação, que até então detinha o controle do canal, transferiu integralmente a sua gestão para a Kalunga. Em 7 de dezembro de 2020, no lugar do sinal terrestre da Ideal TV foi lançado o canal Loading. Thiago Garcia, um dos herdeiros da Kalunga, foi escolhido como presidente do canal. Porém, menos de seis meses após o início das transmissões da Loading, a Kalunga desistiu do projeto e demitiu abruptamente quase toda sua força de trabalho, culminando dessa forma, no fim das atividades da emissora.
Após a Kalunga desistir do canal, a empresa sofreu criticas devido a audiência da Loading, que chegou a ser o 8° canal aberto com maior audiência de acordo com o Kantar Ibope, ultrapassando canais como a RedeTV! e TV Cultura. 
O presidente da emissora não deu explicações sobre as demissões e bloqueou os funcionários demitidos em suas redes sociais.
Cinco anos após a tentativa frustrada com a Loading, o grupo lançaria em agosto de 2025 a Xsports, passando a investir no ramo esportivo e mantendo parte da equipe do canal anterior. Apesar de se autodenominar como o primeiro canal esportivo da TV aberta, o pioneiro de fato foi o Esporte Interativo entre 2007 e 2018.